# ناتالیا استاسیوک
ناتالیا استاسیوک (بلاروسی: Наталья Викторовна Стасюк؛ زادهٔ ۲۱ ژانویهٔ ۱۹۶۹) قایقران روئینگ اهل بلاروس است.